# نایرد
نایرد (به لاتین: Nyråd) یک منطقهٔ مسکونی در دانمارک است که در ووردینبورگ، کمون دانمارک واقع شده‌است. نایرد ۱٫۵۸ کیلومتر مربع مساحت و ۲٬۴۶۹ نفر جمعیت دارد.